# زنبور درودگر کافرا
زنبور درودگر کافرا (نام علمی: Xylocopa caffra) نام یک گونه از سرده زنبور درودگر است.